# Jeagelberg (Finland)
Jeagelberg (Samisch: Jeageloiavi) is een berg annex heuvel binnen de Finse gemeente Inari. De berg ligt langs de Finse weg 92 tussen Inari en Karasjok.